# Jonah Lomu Rugby Challenge
Jonah Lomu Rugby Challenge, oder einfach nur kurz Rugby Challenge, ist eine Sportsimulation für PlayStation 3, PlayStation Vita, Xbox 360 und Windows. Entwickelt vom neuseeländischen Studio Sidhe kam es 2011 über den australischen Publisher Tru Blu Entertainment auf den Markt. Für die weltweite Veröffentlichung diente der Rugby-Spieler Jonah Lomu als Testimonial, in Neuseeland erschien die Simulation dagegen als All Blacks Rugby Challenge und in Australien als Wallabies Rugby Challenge, was den Spitznamen der jeweiligen Nationalmannschaft entspricht. Es handelt sich um den ersten Titel aus der Reihe Rugby Challenge.
Rugby Challenge war neben Rugby World Cup 2011 im Jahr seines Erscheinens der zweite Rugby-Union-Titel. Während letzteres das offizielle Logo der Rugby-Union-Weltmeisterschaft 2011 und Lizenzen für einige Nationalmannschaften sichern konnte, finden sich in Rugby Challenge die offiziellen Nationalmannschaften der neuseeländischen All Blacks, der australischen Wallabies und der amerikanischen Eagles, während das südafrikanische Nationalteam fehlt. An Ligen und Pokalwettbewerben beinhaltet es die Lizenzen der englischen Premiership Rugby, der französischen Top 14, der internationale RaboDirect Pro12 (mit Teams aus Schottland, Wales, Irland und Italien), des neuseeländischen ITM Cups und des Ranfurly-Shield-Wettbewerbs, der Super 15 (mit Lizenzen lediglich für australischen und neuseeländische Teams), sowie des Bledisloe Cup und des Tri Nations. Ergänzend gibt es einige inoffizielle Versionen weiterer bekannter Wettbewerbe. Die Begleitkommentare stammen von Grant Nisbett und Justin Marshall.

## Rezeption
Das Spiel erhielt gemischte Kritiken.

„Is Rugby Challenge the better of this year’s two rugby union games? Absolutely. On the field they’re quite similarly flawed, but Rugby Challenge has more modes, more depth, and more scope to circumvent the licensing minefield. It has better visuals and better overall presentation. […] It’s an imperfect experience but if you’re going to buy one rugby title this year, regardless of what anyone says, get this one.“

„Ist Rugby Challenge das bessere der beiden Rugby-Union-Spiele in diesem Jahr? Auf jeden Fall. Auf dem Spielfeld haben sie ähnliche Mängel, aber Rugby Challenge hat mehr Modi, mehr Tiefe und mehr Möglichkeiten, das Minenfeld der Lizenzen zu umgehen. Es hat eine bessere Grafik und eine bessere Gesamtpräsentation. […] Es ist ein unvollkommenes Erlebnis, aber wenn ihr euch in diesem Jahr einen Rugby-Titel kauft – egal, was andere sagen – dann diesen.“

2013 erschien der Nachfolger Jonah Lomu Rugby Challenge 2: Featuring the Lions Tour.